# Jean Laffitte (évêque)
Pour les articles homonymes, voir Laffitte et Jean Laffitte.
Jean Laffitte, né le 5 mai 1952 à Oloron-Sainte-Marie, est un évêque français au service de la curie romaine et secrétaire du conseil pontifical pour la famille d'octobre 2009 à août 2016, prélat de l'ordre souverain militaire et hospitalier de Saint-Jean de Jérusalem, de Rhodes et de Malte de juillet 2015 à décembre 2023.

## Biographie
Né dans une famille catholique de douze enfants dont le père est médecin et chirurgien d'Oloron-Sainte-Marie (Béarn), il est le petit frère de Martine Laffitte-Catta (née en 1942), cofondatrice de la communauté de l'Emmanuel.

### Formation
Après sa scolarité à l'Institution Notre-Dame de Bétharram, il est diplômé de sciences politiques à l'université des sciences sociales de Toulouse et de l'Institut d'études politiques de Toulouse (promotion 1973). Il suit ensuite des cours à Cambridge et à Salamanque.
En 1984, il entre au séminaire français de Rome. Il suit les cours de l'université pontificale grégorienne et obtient en 1988 son baccalauréat de philosophie et théologie.

### Prêtre
Il est ordonné prêtre le 2 juillet 1989 pour le diocèse d'Autun, Chalon et Macon. Il est membre de la communauté de l'Emmanuel.
Il poursuit ses études à l'Institut pontifical Jean-Paul II pour les études sur le mariage et la famille où il obtient un doctorat en théologie morale. À partir de 1994, il y enseigne et de 1999 à 2001 il en est vice-président.
En 2003, il devient consulteur de congrégation pour la doctrine de la Foi alors présidée par le cardinal Joseph Ratzinger. Le 28 janvier 2005, il est nommé par le pape Jean-Paul II sous-secrétaire du conseil pontifical pour la famille, et le 24 janvier 2006, il est nommé par le pape Benoît XVI, vice-président de l'académie pontificale pour la Vie.

### Évêque
Le 22 octobre 2009, le pape Benoît XVI le nomme secrétaire (c'est-à-dire le numéro deux) du conseil pontifical pour la famille, lui accordant à cette occasion le titre d'évêque titulaire (anciennement appelé in partibus) d'Entrevaux. Il reçoit la consécration épiscopale des mains du cardinal Tarcisio Bertone, secrétaire d'État.
Le 4 juillet 2015, il est nommé prélat de l'ordre souverain de Malte — c'est-à-dire supérieur religieux du clergé — par le pape François,. Il démissionne de cette fonction en décembre 2023.
Le conseil pontifical pour la famille est supprimé le 1er septembre 2016 entraînant, de facto la fin de l'activité de son secrétaire.